# Hannelore Elsner
Hannelore Elsner (Burghausen, 23 luglio 1942 – Monaco di Baviera, 21 aprile 2019) è stata un'attrice e doppiatrice tedesca.
Il suo vero nome era Hannelore Elstner.

## Biografia
La sua infanzia non fu serena: la futura attrice perse il fratello all'età di due anni, in un bombardamento, e il padre ad otto, di tubercolosi.
Attiva per molto tempo in teatro, al cinema e in televisione, divenne nota soprattutto per il ruolo principale nella serie poliziesca Lady Cop. Sul grande schermo fu l'omonima protagonista in Hanna Flanders, che le fruttò un Tulipano d'Oro: affiancò poi Henry Hübche nello spassoso Zucker!... come diventare ebreo in 7 giorni.
Come doppiatrice prestò la voce a Liza Minnelli e Fanny Ardant.
Morì il 21 aprile 2019 a 76 anni per un tumore. 

## Vita privata
Si sposò tre volte: con Gerd Vespermann dal 1964 al 1966, con Alf Brustellin, di cui rimase vedova nel 1981, e con Uwe B. Carstensen dal 1993 al 2000. Nel 1981, subito dopo la morte di Brustellin, ebbe il suo unico figlio, nato da una breve relazione con Dieter Wedel.

## Filmografia

### Cinema
- Bitte laßt die Blumen leben, regia di Duccio Tessari (1986)

### Televisione
- Guerra e pace, regia di Robert Dornhelm - miniserie TV (2007)